# خرمال بالنسي
خرمال بالنسي (الاسم العلمي: Diospyros balansae) هو نوع من النباتات يتبع جنس الخرمال من الفصيلة الأبنوسية.